# Dionchus agassizi
Dionchus agassizi is een soort in de taxonomische indeling van de platwormen (Platyhelminthes). De worm is tweeslachtig en kan zowel mannelijke als vrouwelijke geslachtscellen produceren. De soort leeft in zeer vochtige omstandigheden. 
De platworm behoort tot het geslacht Dionchus en behoort tot de familie Dionchidae. De wetenschappelijke naam van de soort werd voor het eerst geldig gepubliceerd in 1899 door Seitaro Goto.
Deze ectoparasiet werd gevonden op de kieuwen van een zuigbaars (Remora brachyptera) in Newport (Rhode Island), waar professor Alexander Agassiz een eigen laboratorium had gebouwd. D. agassizi is later ook bij de zuigbaars Echeneis naucrates gevonden.